# Sigurd Kristiansen
Pour les articles homonymes, voir Kristiansen.
Sigurd Kristiansen, né le 21 janvier 1887 et mort le 19 mars 1974, est un coureur du combiné nordique et fondeur norvégien. 

## Biographie
Né sur l'île de Borøya à Bærum, il représente les clubs Bærums Skiklub et Høvik, pour lequel il a gagné des courses d'aviron. Sur le Festival de ski d'Holmenkollen, il se classe deuxième en 1914 et troisième en 1915 et a été le plus rapide sur la portion de 18 kilomètres de ski de fond en 1912. Il a également obtenu un podium sur les Jeux nordiques en 1913 sur le combiné.
En 1916, il gagne un kongepokal sur le combiné à la Nydalsrennet.
Il est le frère de Einar Kristiansen, également skieur.